# Phoneyusa giltayi
Phoneyusa giltayi é uma espécie de aranha pertencente à família Theraphosidae (tarântulas).